# María Pilar García Negro
María Pilar García Negro (Lugo, 9 d'octubre de 1953) és una filòloga i política gallega. És llicenciada en filologia hispànica i galaico-portuguesa en la Universitat de Santiago de Compostel·la. De 1976 a 1990 fou professora d'ensenyament mitjà a La Corunya i el 1978-1979 va ser pionera de la divulgació lingüística a A Nosa Terra. Endemés, ha fet estudis sobre autors gallecs com Rosalía de Castro, Manuel Curros Enríquez, Emilia Pardo Bazán, Valentín Lamas Carvajal, Castelao i Eduardo Blanco Amor.
El 1983-1988 fou presidenta de l'Associació Cultural de la Corunya Alexandre Bóveda i col·labora activiment en la Federación de AA.CC. Galegas, en l'Asociación Sócio-Pedagóxica Galega, i en l'Associació d'Escriptors en Llengua Gallega. Militant d'Unión do Pobo Galego des de 1983, a les eleccions al Parlament de Galícia de 1989 fou escollida diputada pel BNG, la primera dona nacionalista gallega en aconseguir-ho, i ha estat reescollida en les eleccions al Parlament de Galícia de 1993, 1997 i 2001, fins que es va donar de baixa en 2003.

## Obres
- Língua galega e lexislación (1975-1986) (1991)
- 33 aproximacións á literatura e á língua galega (1984, 1990), amb Xosé Mª Dobarro.
- O galego e as leis. Aproximación sociolingüística (1991)
- Sempre en galego (1993, 1999)
- O ensino da língua: Por un cámbio de rumo (1995), amb Xoán Costa Casas.
- Poesia galega de Valentin Lamas Carvajal (1998)
- Direitos lingüísticos e control político (2000)
- Arredor de Castelao (2001)
- Rosalía de Castro. El caballero de las botas azules. Lieders. Las literatas (2006)
- María Mariño no ronsel das escritoras galegas (2007)